# トゥゲザー・フォーエヴァー
「トゥゲザー・フォーエヴァー」（Together Forever）は、イギリスの歌手リック・アストリーのヒット曲。1枚目のスタジオ・アルバム『ホエネヴァー・ユー・ニード・サムバディ』から4枚目のシングルとしてリリースされ、1988年1月12日に発売され2月に全英2位、6月に全米1位を記録した。作詞・作曲は音楽クリエイターチームのストック・エイトキン・ウォーターマン（略称SAW）。2014年の来日公演のタイトル『RICK ASTLEY "Together Forever" JAPAN TOUR 2014』にも用いられた。

## カバー
- ジェニファー・ベル 1988年
- The Softies（英語版） 1995年
- The JG's 1995年
- A Kay BJ 1997年 ※2012年7月のフジテレビ『FNS27時間テレビ』のテーマ曲に使用された。
- Cydney-D 1999年 アルバム『DANCEMANIA BASS #5』に収録
- Witchery SKANK 2007年 『チェリズム!!』に収録
- チョンジン 韓国語カバー 2008年 『Together 4ever』に収録
- maras k 2018年 アルバム『Beat Piano Music3』に収録

未発売
- SMAP メジャーデビュー前の1988年にコンサートやテレビ番組で日本語カバーを持ち歌として披露した。2015年2月に『SMAP×SMAP』でリックとの共演が実現した[4]。
- SYANIS（中村有沙、豕瀬志穂、桜井結花）日本語詞:タケカワユキヒデ NHK教育『天才てれびくん』2003年度ミュージックてれびくんで披露された。